# Keshia Chanté
Yeshua chances Harper (Ottawa, 16 de junho de 1988), é uma cantora, atriz, compositora e modelo canadense. Aos treze anos de idade ela assinou contrato com a gravadora  Sony BMG..

## Discografia

### Álbuns de estúdio
- 2004 - Keshia Chanté[6]
- 2006 - 2U[7]
- 2011 - Night & Day[8]

### Singles
| Ano  | Single                              | Melhor posição | Album         |
| Ano  | Single                              | CAN            | Album         |
| ---- | ----------------------------------- | -------------- | ------------- |
| 2003 | "Shook (The Answer)"                | —              | Keshia Chanté |
| 2003 | "Unpredictable"                     | 10             | Keshia Chanté |
| 2004 | "Bad Boy"                           | —              | Keshia Chanté |
| 2004 | "Does He Love Me?" (com Foxy Brown) | —              | Keshia Chanté |
| 2004 | "Let the Music Take You"            | —              | Keshia Chanté |
| 2005 | "Come Fly With Me"                  | —              | Keshia Chanté |
| 2006 | "Ring the Alarm"                    | —              | 2U            |
| 2006 | "Been Gone"                         | —              | 2U            |
| 2006 | "2U"                                | —              | 2U            |
| 2007 | "Fallen" (com Freeway)              | 98             | 2U            |
| 2010 | "Test Drive"                        | —              | Night & Day   |
| 2011 | "Table Dancer"                      | 44             | Night & Day   |
| 2011 | "Set U Free"                        | 84             | Night & Day   |
| 2011 | "Shooting Star"                     | —              | Night & Day   |
| 2011 | "I Miss U"                          | —              | Night & Day   |